# Игембердиев, Самибек Абазович
Самибек Абазович Игембердиев (1 ноября 1923 — 11 сентября 2012) — советский и киргизский военный и геолог, участник Великой Отечественной войны, почётный гражданин Бишкека.

## Биография
Самибек Игембердиев родился 1 ноября 1923 года в селе Сары-Камыш, был единственным ребёнком в семье колхозника. В 1940 году окончил среднюю школу № 2 в Узгенском районе, Ошская область, а в 1942 году — Фрунзенское пехотное училище, где получил воинское звание лейтенанта. Позже он был призван на фронт, участвовал в Сталинградской битве, был командиром взвода в миномётно-стрелковых дивизиях № 49 и № 66. После того, как разрывная пуля пробила его каску, он получил тяжёлое ранение шеи. Восемь месяцев лечился в госпиталях. Из-за тяжёлого ранения его направили в Омское военное училище. Там Игембердиев тренировал призывников и резервистов, обучал военной технике и направлял на фронт.
Демобилизовавшись в 1946 году, Игембердиев хотел поступить учиться на медика, но геолог Абдылда Минжилкиев переубедил его поступить в Московский геологоразведочный институт имени Орджоникидзе. После окончания вуза Игембердиева направили в Кадамжай на разведку урановых месторождений. Работал участковым геологом, старшим геологом в Тамге на разработке урановых месторождений, в Каджи-Сае, Майлуу-Суу, Хайдаркане.
В 1959 году Игембердиев был назначен заместителем начальника — главным инженером Управления геологии и охраны недр при Совете Министров Киргизской ССР. С 1965 года был главным инженером и заместителем начальника, а с сентября 1975 по ноябрь 1989 года возглавлял Управления геологии Киргизской ССР.
Под началом Игембердиева и при его личном участии в Киргизской ССР были открыты большие месторождения золота, олова, вольфрама, ртути, сурьмы, меди, редкоземельных металлов, угля, гранита, мрамора и прочих полезных ископаемых, на базе месторождений организованы мощные горнодобывающие предприятия.
Под руководством Игембердиева была создана внеплановая поисково-ревизионная Джангартская партия, которая в 1978 году открыла и произвела разведку месторождения золота Кумтор, значимость которого для подъёма экономики Киргизии выросла с провозглашением независимости.
Под руководством Игембердиева также были открыты месторождения Джеруй, Макмал, Хайдарканский и Кадамжайский сурьмяные комбинаты. Он предложил использовать местный гранит, мрамор и ракушечник в строительстве зданий ЦК КП Киргизии, ресторана «Нарын», Государственного исторического музея, мемориального дома-музея Фрунзе.
Он проводил большую работу по воспитанию молодых специалистов, улучшению жилищных и культурно-бытовых условий геологоразведчиков Киргизии. Помимо производственной деятельности, занимался общественной работой, был членом ЦК КП Киргизии, избирался депутатом Верховного Совета Киргизской ССР, был членом комиссии по промышленности, транспорту и связи.
Продолжительное время он работал в Совете ветеранов войны, Вооружённых сил, правоохранительных органов и тыловиков Бишкека, входил в состав президиума Совета ветеранов столицы.
Игембердиев награждён орденом Отечественной войны II степени, двумя орденами Трудового Красного Знамени, рядом медалей, Почётной грамотой Верховного Совета Киргизской ССР. С ноября 1989 года был персональным пенсионером СССР союзного значения. В 2003 году он награждён орденом «Манас» III степени. Лауреат Государственной премии СССР и Государственной премии Киргизской ССР, а также почётных званий «Заслуженный геолог Киргизской ССР», «Почётный разведчик недр», «Отличник разведки недр», «Почётный гражданин города Бишкека», «Почётный ветеран Бишкека» и «Почётный ветеран Кыргызской Республики».
Умер 11 сентября 2012 года, у него осталось двое детей.